# Claudio Bravo
Claudio Andrés Bravo Muñoz, född 13 april 1983 i Viluco, är en chilensk fotbollsmålvakt. Han representerar även det chilenska landslaget, där han dessutom är lagkapten.

## Karriär
Säsongen 2002 debuterade Bravo i Colo-Colos A-lag. Här fick han smeknamnet Condor Chico efter klubbens tidigare målvakt Roberto "Condor" Rojas. Han kom att spela fem säsonger i Colo-Colo innan han år 2006 skrev kontrakt med den spanska klubben Real Sociedad. Han spelade sin första match för laget mot RCD Mallorca 22 oktober 2006. År 2014 skrev han kontrakt med FC Barcelona.
Den 25 augusti 2016 värvades Bravo av Manchester City, där han skrev på ett fyraårskontrakt. I augusti 2020 lämnade Bravo klubben. Under samma månad skrev han på för Real Betis. I juni 2023 förlängde Bravo sitt kontrakt i Real Betis med ett år.

## Landslagsspel
Bravo spelade i U17-, U20- och U23-landslaget innan han 2004 gjorde sin första match för Chiles A-lag i en Copa Américamatch mot Paraguay.

## Meriter

### Colo-Colo
- Campeonato Nacional: 2006 Toreno Apertura

### Real Sociedad
- Segunda División: 2009/2010

### Barcelona
- La Liga: 2014/2015, 2015/2016
- Uefa Champions League: 2014/2015
- Copa del Rey: 2014/2015, 2015/2016
- Supercopa de España: 2016
- Uefa Super Cup: 2015
- Världsmästerskapet i fotboll för klubblag: 2015

### Manchester City
- Premier League: 2017/2018
- Engelska Ligacupen: 2017/2018
- FA Community Shield: 2018

### Real Betis
- Copa del Rey: 2022

### Chile
- Copa America (Guld): 2015, 2016

### Webbkällor
- Claudio Bravo Profil (spanska)